# 22 (пісня Тейлор Свіфт)
«22» — пісня, яку написали американська кантрі й попспівачка Тейлор Свіфт і шведські продюсери Макс Мартін та Shellback для четвертого студійного альбому виконавиці Red. Продюсери — Макс Мартін та Shellback, композицію випустив лейбл Big Machine 12 березня 2013 року, як четвертий сингл з альбому.
Пісня дебютувала на двадцятому місці в Billboard Hot 100. Сингл також потрапив в чарти Австралії, Канади, Ірландії, Новій Зеландії та Великої Британії.

## Композиція і текст пісні
«22» — поп пісня тривалістю 3 хвилини й 52 секунди, що переважно супроводжується акустичною гітарою, що викликає вплив попмузики з традиційного репертуару Тейлор Свіфт. Пісня написана клавішею G мажор з темпом 104 удари у хвилину. Вокал Тейлор охоплює півтори октави, між G3 і D5. Пісня була написана разом з Максом Мартіном та Shellback, що спродюсували такі попередні хіти виконавиці як «We Are Never Ever Getting Back Together». Пісня описує радощі та життя, коли тобі 22 роки.

## Музичне відео
Музичне відео для «22» зняли у лютому 2013 року, а прем'єра відбулася 13 березня 2013 року. Режисером став Ентоні Мандлер, який раніше зняв музичний кліп на «I Knew You Were Trouble».
У лютому 2013 року Свіфт поїхала до Малібу, штат Каліфорнія, і зняла там кліп на пісню «22» через день після відвідування 55-ї щорічної церемонії вручення премії «Греммі». Відео на «22» відрізняється від сюжетного відео попереднього синглу Свіфт «I Knew You Were Trouble». Відео містить сцени, де Свіфт і її друзі печуть на кухні, загоряють на пляжі, підстрибують на батутах і влаштовують домашню вечірку, яка закінчується тим, що Свіфт пірнає в одязі в басейн. Деякі ЗМІ помітили, що мода Свіфт натхненна хіпстерами, зокрема її сорочка з шамбре та пластикові окуляри, тоді як Cosmopolitan та Entertainment Weekly вважали естетику схожою на Instagram.
Станом на березень 2024 року відео має понад 667 мільйонів переглядів на YouTube.

## Реакція критиків
Композиція отримала позитивні відгуки від критиків. Billboard похвалили сингл, сказавши що це «найвідвертіша пісня Свіфт за всю її поп кар'єру».

## Чарти
| Чарт (2013)                                | Місце |
| ------------------------------------------ | ----- |
| ARIA                                       | 21    |
| Ultratip Flanders                          | 3     |
| Ultratip Wallonia                          | 28    |
| Canadian Hot 100                           | 20    |
| Rádio Top 100                              | 100   |
| SNEP                                       | 155   |
| IRMA                                       | 12    |
| Media Forest                               | 3     |
| Recorded Music NZ                          | 23    |
| Official Charts Company                    | 9     |
| Rádio Top 100                              | 36    |
| UK Singles Chart (Official Charts Company) | 9     |
| Billboard Hot 100                          | 20    |
| Mainstream Top 40 (Billboard)              | 12    |
| Adult Top 40 (Billboard)                   | 9     |
| Adult Contemporary (Billboard)             | 25    |